# Križe, Brežice
Križe este o localitate din comuna Brežice, Slovenia, cu o populație de 132 de locuitori.